# King Papaya
King Papaya è il settimo album in studio di Koby Israelite, il primo autoprodotto.

## Descrizione
È stato registrato e mixato a Bamba Studios, Londra (2007) e pubblicato indipendentemente con Circus Mayhem Records. È accompagnato da un libretto di 28 pagine contenente una storia di Ofir Touche Gafla. L'album è dedicato a Ophir Star, amico di Koby Israélite deceduto poco dopo il completamento della registrazione

## Tracce
1. Overture – 2:43
2. The King's Laughter – 4:37
3. Peardition Girls – 4:23
4. Word Travels Fast – 2:26
5. The Moroser – 4:08
6. Still Laughing – 0:27
7. Circus Mayhem – 4:28
8. Bald Patch – 2:42
9. A Band of Gypsies – 4:16
10. Hell's Kitchen – 1:26
11. Arrival of the Telepather – 2:15
12. Into the Subconscious – 1:43
13. Meeting an Angel – 3:58
14. Jacky Jones – 1:24
15. Last Laugh – 0:53
16. Molly's Sacrifice – 4:07
17. The Saddest Joke Ever – 5:24

## Formazione
- Koby Israelite – batteria, percussioni, fisarmonica, tastiere, chitarra, buzuki, banjo indiano, voce, flauto, basso, cajon, arrangiamenti, produzione
- Yaron Stavi – basso
- Sebastian Merrick – produzione esecutiva
- Yoad Nevo – mastering
- Ophir Star – missaggio